# Persone di nome Andrei
| Questa pagina contiene informazioni ricavate automaticamente dalle voci biografiche con l'ausilio del template Bio e di un bot. L'aggiornamento è periodico e automatico e ricostruisce completamente la pagina. Se manca una persona in questa lista, sei pregato di non aggiungerla, ma accertati piuttosto che la sua voce biografica contenga il template Bio e che i dati anagrafici siano correttamente compilati. Se il template Bio manca, inseriscilo tu stesso o, in alternativa, metti l'avviso {{tmp\|Bio}} che ne segnala la mancanza. Se i dati riportati sono sbagliati, correggi direttamente la voce biografica; le modifiche saranno visibili in questa lista entro pochi giorni. Per chiarimenti vedi il progetto antroponimi. La lista contiene solo le 83 persone che sono citate nell'enciclopedia e per le quali è stato implementato correttamente il template Bio. Pagina aggiornata al 6 giu 2025. |

Questa è una lista di persone presenti nell'enciclopedia che hanno il nome Andrei, suddivise per attività principale.

## Allenatori di calcio(6)
- Andrei Borissov, allenatore di calcio e ex calciatore estone (Tallinn, n. 1969)
- Andrei Cristea, allenatore di calcio e ex calciatore rumeno (Bacău, n. 1984)
- Andrei Fyodorov, allenatore di calcio e ex calciatore uzbeko (Fergana, n. 1971)
- Andrei Kalimullin, allenatore di calcio e ex calciatore estone (Kohtla-Järve, n. 1977)
- Andrei Patache, allenatore di calcio e ex calciatore rumeno (Botoșani, n. 1987)
- Andrei Prepeliță, allenatore di calcio e ex calciatore rumeno (Slatina, n. 1985)

## Allenatori di tennis(1)
- Andrei Pavel, allenatore di tennis e ex tennista rumeno (Costanza, n. 1974)

## Arbitri di calcio(1)
- Andrei Chivulete, arbitro di calcio rumeno (Bucarest, n. 1986)

## Astisti(1)
- Andrei Tivontchik, ex astista bielorusso (Minsk, n. 1970)

## Calciatori(47)
- Andrei Agius, ex calciatore maltese (Pietà, n. 1986)
- Andrei Artean, calciatore rumeno (Hunedoara, n. 1993)
- Andrei Bani, calciatore giordano (Jerash, n. 2002)
- Andrei Bărbulescu, calciatore rumeno (Slatina, n. 1909 - † 1987)
- Andrei Borza, calciatore rumeno (Năvodari, n. 2005)
- Andrei Bugneac, ex calciatore moldavo (Chișinău, n. 1988)
- Andrei Burcă, calciatore rumeno (Bacău, n. 1993)
- Andrei Burlacu, calciatore rumeno (Botoșani, n. 1997)
- Andrei Chindriș, calciatore rumeno (Cluj-Napoca, n. 1999)
- Andrei Ciobanu, calciatore rumeno (Bârlad, n. 1998)
- Andrei Ciofu, ex calciatore moldavo (Pîrlița, n. 1994)
- Andrei Ciolacu, calciatore rumeno (Bucarest, n. 1992)
- Andrei Cobeț, calciatore moldavo (Tiraspol, n. 1997)
- Andrei Cojocari, calciatore moldavo (Chișinău, n. 1987)
- Andrei Cordea, calciatore rumeno (Aiud, n. 1999)
- Andrei Cordoș, ex calciatore rumeno (Câmpia Turzii, n. 1988)
- Andrei Corneencov, ex calciatore moldavo (Tiraspol, n. 1982)
- Andrei Enescu, calciatore rumeno (Drobeta-Turnu Severin, n. 1987)
- Andrei Frascarelli, ex calciatore brasiliano (Pederneiras, n. 1973)
- Andrei Gheorghiță, calciatore rumeno (Bucarest, n. 2002)
- Andrei Girotto, calciatore brasiliano (Bento Gonçalves, n. 1992)
- Andrei Glanzmann, calciatore e allenatore di calcio rumeno (n. 1907 - † 1988)
- Andrei Gorcea, calciatore rumeno (Cluj-Napoca, n. 2001)
- Andrei Hergheligiu, calciatore rumeno (Iași, n. 1992)
- Andrei Ionescu, calciatore rumeno (Craiova, n. 1988)
- Andrei Ivan, calciatore rumeno (Moreni, n. 1997)
- Andrei Lungu, calciatore rumeno (Cluj-Napoca, n. 1989)
- Andrei Macrițchii, calciatore moldavo (n. 1996)
- Andrei Marc, calciatore rumeno (Piatra Neamț, n. 1993)
- Andrej Mostovoj, calciatore russo (Omsk, n. 1997)
- Andrei Mureșan, ex calciatore rumeno (Turda, n. 1985)
- Andrei Mărgăritescu, ex calciatore rumeno (Pitești, n. 1980)
- Andrei Novicov, ex calciatore moldavo (Tiraspol, n. 1986)
- Andrei Pacheco, calciatore trinidadiano (Princes Town, n. 1984)
- Andrei Pițian, calciatore rumeno (Târgu Jiu, n. 1995)
- Andrei Radu, calciatore rumeno (Bucarest, n. 1996)
- Andrei Rațiu, calciatore rumeno (Aiud, n. 1998)
- Andrei Rusnac, calciatore moldavo (Chișinău, n. 1996)
- Andrei Sidorenkov, calciatore estone (Sillamäe, n. 1984)
- Andrei Sin, calciatore rumeno (Bucarest, n. 1991)
- Andrei Stepanov, calciatore estone (Tallinn, n. 1979)
- Andrei Sîntean, calciatore rumeno (Timișoara, n. 1999)
- Gabriel Torje, calciatore rumeno (Timișoara, n. 1989)
- Andrei Tîrcoveanu, calciatore rumeno (Bucarest, n. 1997)
- Andrei Veis, ex calciatore estone (n. 1990)
- Andrei Vlad, calciatore rumeno (Târgoviște, n. 1999)
- Andrei Dragoș Șerban, calciatore rumeno (Târgoviște, n. 2000)

## Canoisti(1)
- Andrei Igorov, canoista rumeno (Brăila, n. 1939 - Brăila, † 2011)

## Canottieri(2)
- Andrei Cornea, canottiere rumeno (Vatra Dornei, n. 1999)
- Andrei Jämsä, canottiere estone (Pärnu, n. 1982)

## Cantanti(1)
- Andrei Ursu, cantante e ballerino rumeno (Buzău, n. 1993)

## Cantautori(1)
- Smiley, cantautore, produttore discografico e attore rumeno (Pitești, n. 1983)

## Cestisti(1)
- Andrei Folbert, cestista rumeno (Meșendorf, n. 1931 - † 2003)

## Ciclisti su strada(2)
- Andrei Nechita, ex ciclista su strada rumeno (Vaslui, n. 1988)
- Andrei Tchmil, ex ciclista su strada e dirigente sportivo belga (Chabarovsk, n. 1963)

## Filosofi(1)
- Andrei Pleșu, filosofo, saggista e giornalista rumeno (Bucarest, n. 1948)

## Giocatori di calcio a 5(2)
- Andrei Bordignon, giocatore di calcio a 5 brasiliano (Videira, n. 1987)
- Andrei Dan, giocatore di calcio a 5 e ex calciatore romeno (Timișoara, n. 1989)

## Giocatori di football americano(2)
- Andrei Iosivas, giocatore di football americano statunitense (Tokyo, n. 1999)
- Andrei Vargas, ex giocatore di football americano e allenatore di football americano brasiliano (Cuiabá, n. 1984)

## Lottatori(1)
- Andrei Dukov, lottatore rumeno (n. 1987)

## Militari(1)
- Andrei Grigoryevich Rosenberg, militare russo (n. 1739 - Chyornoye, † 1813)

## Pallavolisti(1)
- Andrei Spînu, pallavolista rumeno (Chișinău, n. 1987)

## Pesisti(1)
- Andrei Gag, pesista e discobolo rumeno (n. 1991)

## Pianisti(1)
- Andrei Colompar, pianista e compositore romeno (Semlac, n. 1939 - Sibiu, † 2006)

## Pittori(1)
- Andrei Sârbu, pittore rumeno (Chișinău, n. 1950 - Chișinău, † 2000)

## Politici(3)
- Andrei Dolineaschi, politico rumeno (Botoșani, n. 1975)
- Andrei Marga, politico rumeno (Bucarest, n. 1946)
- Andrei Sangheli, politico moldavo (Grinăuți, n. 1944)

## Rugbisti a 15(1)
- Andrei Bals, rugbista a 15 romeno

## Saltatori con gli sci(1)
- Andrei Feldorean, saltatore con gli sci rumeno (Brașov, n. 2000)

## Scacchisti(1)
- Andrei Istrăţescu, scacchista rumeno (Romania, n. 1975)

## Sollevatori(1)
- Andrei Socaci, ex sollevatore rumeno (Sântimbru, n. 1966)

## Vescovi cattolici(1)
- Andrei Apollon Katkoff, vescovo cattolico russo (Irkutsk, n. 1916 - Anzio, † 1995)